# Psamathe (måne)
Psamathe (grekiska Ψαμαθεια?) är en av Neptunus månar, vilken namngavs efter en av nereiderna med samma namn och upptäcktes 2003 av Scott S. Sheppard, David C. Jewitt och Jan T. Kleyna. Innan månen namngavs den 3 februari 2007 gick den under den provisoriska beteckningen S/2003 N 1.
Psamathe är cirka 38 km i diameter och roterar runt Neptunus på ett medelavstånd på 48 miljoner km, vilket kan jämföras med medelavståndet mellan solen och Merkurius på 58 miljoner km. Att fullborda ett varv runt Neptunus tar 25 år för Psamathe.